# Acrasia crinita
Acrasia crinita är en fjärilsart som beskrevs av Felder 1874. Acrasia crinita ingår i släktet Acrasia och familjen mätare. Inga underarter finns listade i Catalogue of Life.